# ماساکی یوکوتانی
ماساکی یوکوتانی (به انگلیسی: Masaki Yokotani) بازیکن فوتبال اهل ژاپن و عضو تیم ملی فوتبال ژاپن است که در تاریخ ۲۳ ژوئیه ۱۹۷۴ میلادی اولین بازی ملی‌اش را انجام داد. او در ۲۰ بازی ملی حضور داشت و آخرین بازی ملی خود را در تاریخ ۱۵ ژوئن ۱۹۷۷ میلادی انجام داد. ماساکی یوکوتانی در بازی‌های ملی‌اش
گلی به ثمر نرساند.